# Reprezentacja Japonii w futbolu amerykańskim mężczyzn
Reprezentacja Japonii w futbolu amerykańskim – reprezentuje Japonię w rozgrywkach międzynarodowych w futbolu amerykańskim. Za jej funkcjonowanie odpowiedzialny jest związek JAFA.

## Historia
Reprezentacja Japonii dwukrotnie wygrała w finale mistrzostw świata w futbolu amerykańskim przeciwko Meksykowi.

## Osiągnięcia na mistrzostwach świata
- 1999 :  1. miejsce
- 2003 :  1. miejsce
- 2007 :  2. miejsce
- 2011 :  3. miejsce
- 2015 :  2. miejsce